# 西南7大道站
西南7大道站（英語：7 Avenue Southwest）是一個位於加拿大艾伯塔省卡尔加里、經過規畫和批准興建的卡加利轻轨車站，為綠線的其中的一個車站。作為首期首階段工程的一部份，該站工程將於2024年展開，並於2027年竣工。
該站位處城內高密度的城市核心、西南7大道／西南2街路口的地底。它將會是綠線最繁忙的車站，亦為接駁現有紅線及藍線的主要轉乘節點。乘客將可透過此站轉乘公車捷運300線前往卡尔加里国际机场，同時此站亦透過公車捷運系統黃線與西南部巴士快速交通系統互相連接。
該站周圍有不少高密度商業、住宅、零售及綜合（mixed-use）大樓，並鄰近卡加利一些最具標誌性、足能定義天際線的摩天大樓，諸如卡加利天空塔、天弓大廈、卡加利塔和布魯克菲爾德廣場。此外，該站亦鄰近斯蒂芬大道、中央圖書館、藝術公共空間、The CORE購物中心、市政廳、德文花園、卡尔加里大学市中心校園、南亞伯達理工學院烹飪校園，以及弓河谷學院。